# Айсідорс-Ренч 4
Айсідорс-Ренч 4 (англ. Isidore's Ranch 4) — індіанська резервація в Канаді, у провінції Британська Колумбія, у межах регіонального округу Іст-Кутеней.

## Населення
За даними перепису 2016 року, індіанська резервація не ма постійного населення.

## Клімат
Середня річна температура становить 5,9°C, середня максимальна – 22°C, а середня мінімальна – -15°C. Середня річна кількість опадів – 436 мм.
| Клімат поселення                              | Клімат поселення | Клімат поселення | Клімат поселення | Клімат поселення | Клімат поселення | Клімат поселення | Клімат поселення | Клімат поселення | Клімат поселення | Клімат поселення | Клімат поселення | Клімат поселення | Клімат поселення |
| Показник                                      | Січ.             | Лют.             | Бер.             | Квіт.            | Трав.            | Черв.            | Лип.             | Серп.            | Вер.             | Жовт.            | Лист.            | Груд.            |                  |
| Середній максимум, °C                         | −0,31            | 3,74             | 8,68             | 13,38            | 18,11            | 21,98            | 21,81            | 21,92            | 16,51            | 10,74            | 3,95             | −0,94            |                  |
| Середня температура, °C                       | −7,66            | −3,6             | 1,36             | 6,04             | 10,78            | 14,66            | 17,62            | 17,74            | 12,34            | 6,56             | −0,23            | −5,12            |                  |
| Середній мінімум, °C                          | −15              | −10,94           | −5,98            | −1,29            | 3,45             | 7,34             | 13,45            | 13,56            | 8,16             | 2,38             | −4,4             | −9,28            |                  |
| Норма опадів, мм                              | 34               | 22               | 24               | 30               | 50               | 64               | 42               | 30               | 36               | 24               | 41               | 39               |                  |
| Середньомісячна швидкість вітру, м/с          | 2.42             | 2.42             | 2.75             | 2.90             | 2.79             | 2.70             | 2.59             | 2.42             | 2.36             | 2.40             | 2.52             | 2.30             |                  |
| Середньомісячна сонячна радіація, кДж/м²·день | 3880             | 7574             | 12436            | 16891            | 20557            | 21977            | 23775            | 20478            | 14462            | 8582             | 4242             | 3021             |                  |
| --------------------------------------------- | ---------------- | ---------------- | ---------------- | ---------------- | ---------------- | ---------------- | ---------------- | ---------------- | ---------------- | ---------------- | ---------------- | ---------------- | ---------------- |
| Джерело:                                      |                  |                  |                  |                  |                  |                  |                  |                  |                  |                  |                  |                  |                  |